# Onoseris hyssopifolia
Onoseris hyssopifolia là một loài thực vật có hoa trong họ Cúc. Loài này được Kunth mô tả khoa học đầu tiên năm 1820.